# نايل موريس
نايل موريس (بالإنجليزية: Niall Morris)‏ هو لاعب اتحاد الرغبي أيرلندي، ولد في 8 أغسطس 1988 في دبلن في جمهورية أيرلندا.